# Alex Saba
Alex Saba de nome completo Alexandre Saba Durão (Rio de Janeiro, 17 de abril de 1958) é um compositor, multi-instrumentista carioca. Estudou violão clássico com o violonista e professor Sérgio de Pinna. É autodidata em piano, sintetizadores e flautas. Formou, no início dos anos 80, com seu irmão e tecladista Beto Frega o quarteto Hora do Rush, com Paulo Bergo (baixo) e Júlio Gamarra (bateria), com o qual se apresentaram no circuito noturno do Rio de Janeiro da época. Após o fim do grupo, lançou seu primeiro álbum solo em 1996 e trabalhou com trilhas e direção de programas musicais para televisão e cinema, além de colaborações com outros músicos no exterior em trilhas de filmes e documentários. Alex Saba trabalha em seu próprio estúdio. Todos os seus álbuns são instrumentais.

## Discografia
- Angel's Dream (1996), All The Best Records[2][3]
- Missa Universalis (2001), Som Interior & Brancaleone[4][5]
- SobTodosOsAspectos (2007), Brancaleone Records[6][7]
- Electro Suite & Tributes (2009), Brancaleone Records[8]
- Hora do Rush (c/Alex Saba) Live at the rain forest (2011), Brancaleone Records
- A&B Duo Live (2014), Brancaleone Records
- Atmo & Spheres (2016), Brancaleone Records